# Gmina Łodygowice
Gmina Łodygowice je vesnická obec v okrese Żywiec ve Slezském vojvodství. V letech 1975–1998 vesnice byla pod správou vojvodství Bílsko. Její sídlo je v Łodygowicích.
Gmina je položena podél železniční trati 139 a rychlostní silnice S1 vedoucí z jihu na sever.

## Povrch
Z geografického hlediska se gmina Łodygowice nachází v makroregionu Západních Beskyd na rozhraní Malých, Slezských a Źywieckých Beskyd.
Podle statistických údajů z roku 2008 byla rozloha 36 km2: z toho tvoří
- zemědělská půda 57 %
- lesy a lesní porost: 25 %

Obec zaujímá 3,38 % povrchu okresu Żywiec.

## Počet obyvatel
V gmině žije přibližně 15 tisíc obyvatel, v roce 2011 žilo 13665 obyvatel (6673 mužů a 6992 žen).
Podle statistických údajů z roku 2015 v obci žilo 14 131 obyvatel.

## Součásti obce
Součástí obce jsou starostenské vesnice: Łodygowice - úřad gminy, Bierna, Pietrzykowice, Zarzecze.

## Sousední gminy
Gmina sousedí s gminou: Buczkowice, Czernichów, Lipowa, Wilkowice, Żywiec

## Památky
zdroj 
- dřevěná zvonice v Bierné
- dřevěný kostel svatého Šimona a svatého Judy Tadeáše v Łodygowicích, který je součástí Stezky dřevěné architektury ve Slezském vojvodství
- zámek v Łodygowicích

## Partnerské obce
- Gmina Gogolin, Krapkowicki okres, Opolské vojvodství
- Kysucké Nové Mesto, Žilinský kraj, Slovensko
- Mikroregion Žermanické a Těrlické přehrady ( Albrechtice, Bruzovice, Dolní Domaslavice, Havířov, Horní Bludovice, Horní Domaslavice, Lučina, Pazderna, Soběšovice, Těrlicko a Žermanice)